# Fouzi al-Shehri
Fouzi al-Shehri, né le 15 mai 1980, est un footballeur saoudien.